# Église Saint-Martin de Monaco
Pour les articles homonymes, voir église Saint-Martin.
L’église Saint-Martin (monégasque : ge̍ija de San Marti̍n) est une église paroissiale monegasque située dans le quartier Plati.